# Диметиловый эфир

Димети́ловый эфи́р (метиловый эфир, метоксиметан, древесный эфир), химические формулы C2H6O, Н3С-О-СН3, — широко применяемый на практике простой эфир.
Является изомером этилового спирта.

## История
Диметиловый эфир был впервые синтезирован французскими химками Жаном-Батистом Дюмом и Эженом Пелиго в 1835 году путем перегонки метанола и серной кислоты.
В 1881 Фарадей подробнее исследовал свойства эфира, выявив, что он является наркотиком. С этого момента он стал применяться в качестве эфирного наркоза.

## Физические свойства
- Бесцветный газ с характерным, слабым эфирным запахом, химически инертный.
- Температура плавления −138,5 °C.
- Температура кипения −24,9 °C.
- Плотность при нормальных условиях — 2,1098 кг/м³ (в 1,63 раза тяжелее воздуха).
- Плотность жидкой фазы при температуре кипения 0,668 г/см³.
- Критическая температура — +127,0 °C.
- Критическое давление 53 атм.
- Критическая плотность 0,272 г/см³.
- Растворимость в воде 3700 мл/100 мл при 18 °C.
- Растворим в метиловом и этиловом спирте, толуоле.

| T, K    | P, кПа | T, K    | P, кПа  | T, K    | P, кПа  |
| ------- | ------ | ------- | ------- | ------- | ------- |
| 233,128 | 54,61  | 298,172 | 596,21  | 348,147 | 2022,45 |
| 238,126 | 68,49  | 303,160 | 687,37  | 353,146 | 2242,74 |
| 243,157 | 85,57  | 305,160 | 726,26  | 353,158 | 2243,07 |
| 248,152 | 105,59 | 308,158 | 787,07  | 358,145 | 2479,92 |
| 253,152 | 129,42 | 313,156 | 897,59  | 363,148 | 2735,67 |
| 258,160 | 157,53 | 316,154 | 968,55  | 368,158 | 3010,81 |
| 263,160 | 190,44 | 318,158 | 1018,91 | 373,154 | 3305,67 |
| 268,161 | 228,48 | 323,148 | 1152,35 | 378,150 | 3622,60 |
| 273,153 | 272,17 | 328,149 | 1298,23 | 383,143 | 3962,25 |
| 278,145 | 321,87 | 333,157 | 1457,50 | 388,155 | 4331,48 |
| 283,160 | 378,66 | 333,159 | 1457,76 | 393,158 | 4725,02 |
| 288,174 | 443,57 | 338,154 | 1631,01 | 398,157 | 5146,82 |
| 293,161 | 515,53 | 343,147 | 1818,80 | 400,378 | 5355,8  |

## Химические свойства
Взаимодействует с серным ангидридом с образованием диметилсульфата. На этом основано его промышленное производство.
{\displaystyle {\ce {(CH3)2O + SO3 -> (CH3)2SO4}}}
При давлении и нагревании реагирует с углекислотой, образуя уксусную кислоту.(реакция карбонилирования) 
{\displaystyle {\ce {(CH3)2O + H2O + CO2 ->[t][p] CH3-COOH}}}

## Производство
В промышленности производится из природного газа, угля, или биомассы.
Также популярен способ межмолекулярной дегидратации метанола:
{\displaystyle {\ce {2CH3OH ->[t][H2SO4] (CH3)2O + H2O}}}

## Применение
- Используется для метилирования ароматических аминов.
- Используется для получения диметилсульфата.
- Пропеллент для аэрозольных баллонов.
- Растворитель и экстрагент.
- Хладагент.
- Топливо для газовой сварки и резки.
- Многоцелевое топливо.
- Используется в косметике для удаления бородавок.

### Применение в качестве топлива
Диметиловый эфир — экологически чистое топливо без содержания серы, содержание оксидов азота в выхлопных газах на 90 % меньше, чем у бензина.
Цетановое число дизеля, работающего на диметиловом эфире, более 55, при том что у классического дизеля, работающего на нефтяном топливе, 38—53. Применение диметилового эфира не требует специальных фильтров, но необходима переделка систем питания (установка газобаллонного оборудования, корректировка смесеобразования) и зажигания двигателя. Без переделки возможно применение на автомобилях с двигателями для сжиженных газов при добавлении диметилового эфира до 30 % в сжиженный газ.
Теплота сгорания диметилового эфира около 30 МДж/кг, у классических нефтяных топлив — около 42 МДж/кг. Одна из особенностей применения диметилового эфира — его более высокая скорость окисления (благодаря содержанию атома кислорода в молекуле), чем у классического топлива.
В июле 2006 года Национальная комиссия развития и реформ (NDRC) (Китай) приняла стандарт использования диметилового эфира в качестве топлива. Китайское правительство будет поддерживать развитие применения диметилового эфира, как возможную альтернативу дизельному топливу. В ближайшие 5 лет в Китае планирует производить 5—10 млн тонн диметилового эфира в год.
Автомобили с двигателями, работающими на диметиловом эфире, разрабатывают KAMAZ, Volvo, Nissan и китайская компания Shanghai Automotive Industry Corporation.
На 2020 год существуют действующие автомобили-демонстраторы, которые эксплуатируют на дорогах общего пользования.

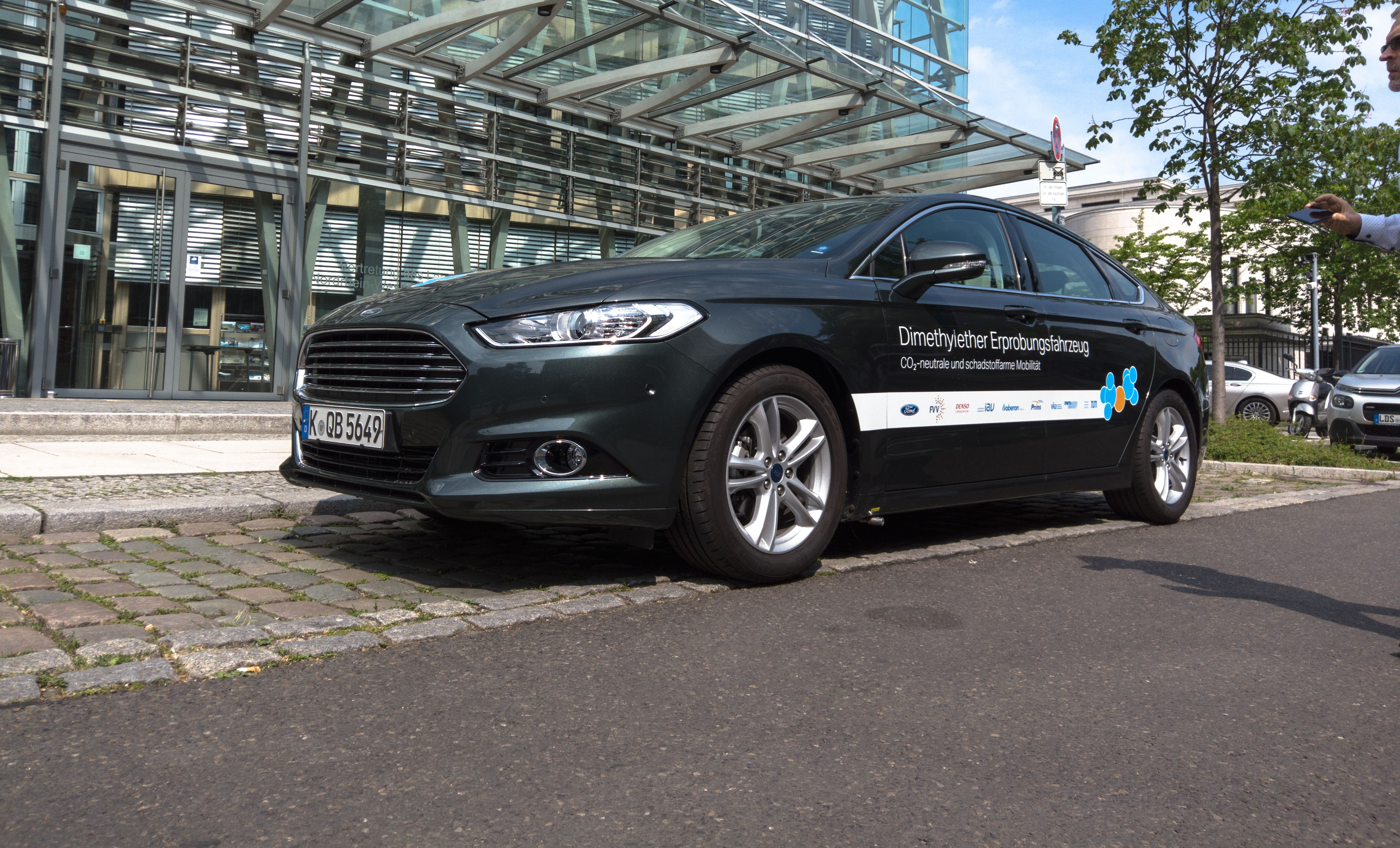
Форд мондео 1.5 с топливной аппаратурой ДМЭ

## Опасность
Является слабым наркотиком. ПДК в воздухе рабочей зоны составляет 200 мг/м³.

Огнеопасен, смесь с воздухом взрывоопасна, температура вспышки −41 °C.